# Ernest Hilgard
(Ernest R. Hilgard)
Ernest Ropiequet Hilgard, detto Jack (Belleville, 25 luglio 1904 – 22 ottobre 2001), è stato uno psicologo statunitense.
Divenne famoso negli anni 1950 per le sue ricerche sull'ipnosi. È noto, in particolare, per il suo lavoro tendente ad individuare un cosiddetto "osservatore nascosto" durante lo svolgimento dell'ipnosi. Con ciò, presumibilmente, tentava di sostenere la sua teoria della dissociazione, secondo la quale una persona sotto ipnosi può ancora comprendere la propria sofferenza. Va notato che il fenomeno dell'"osservatore nascosto" non era solo controverso, ma anche facilmente distorto da suggerimenti, il che fa ipotizzare che non fosse nulla più che un riflesso illusorio delle istruzioni impartite ai partecipanti al test.
In Italia è conosciuto soprattutto per la diffusione del suo manuale istituzionale, Psicologia. Corso introduttivo, su cui molti studenti di psicologia hanno costruito le basi del proprio apprendimento e sviluppo professionale.

## Formazione e carriera
Nativo dell'Illinois, conseguì il Bachelor's degree presso la Università dell'Illinois (Urbana-Champaign), e poi perfezionò i suoi studi all'Università Yale, dove conobbe la donna che avrebbe successivamente sposato, Josephine Rohrs, anch'ella valente psicologa e ricercatrice. Dopo il matrimonio, si trasferì in California, dove iniziò la sua opera presso l'Università di Stanford.

## Principali pubblicazioni
- Introduction to Psychology, by Rita L. Atkinson, Ernest R. Hilgard, Daryl J. Bem - Psychology - 1990 - 874 pages
- Divided Consciousness: Multiple Controls in Human Thought and Action, by Ernest R. Hilgard - Philosophy - 331 pages
- American Psychology in Historical Perspective: Addresses of the Presidents of the American Psychological Association, 1892-1977, by Ernest Ropiequet Hilgard - Psychology - 1978 - 558 pages
- Fifty Years of Psychology: Essays in Honor of Floyd Ruch, by Floyd Leon Ruch, Ernest Ropiequet Hilgard - Psychology - 1988 - 204 pages
- Teorías del aprendizaje, by Ernest Hilgard, Gordon Bower - 1978
- Conditioning and Learning, by Ernest R. Hilgard, Donald George MARQUIS, Gregory A. Kimble - Conditioned response - 1961 - 590 pages
- Hypnosis in the Relief of Pain: Expanding the Goals of Psychotherapy, by Ernest Ropiequet Hilgard, Josephine Rohrs Hilgard - Psychology - 1994 - 294 pages
- Theories of Learning, by Ernest R. Hilgard, Gordon H. Bower - Psychology - 1975 - 698 pages
- The experience of hypnosis: A shorter version of Hypnotic susceptibility, by Ernest R. Hilgard - 1966
- States of Consciousness, by American Psychological Association Staff, Gabelko, American Psychological Association, Ernest Hilgard, Donald O. Hebb - Psychology - 1981
- Psychoanalysis as Science: The Hixon Lectures on the Scientific Status of Psychoanalysis, by Eugene Pumpian-Mindlin, Ernest Ropiequet Hilgard, Lawrence Schlesinger Kubie, California Institute of Technology Hixon Fund - Psychoanalysis - 1956 - 174 pages
- Instructor's Manual for Hilgard, Atkinson, and Atkinson's Introduction to Psychology, By Ernest R Hilgard, Published by Harcourt Brace & World, 1962

Traduzioni italiane
- Psicologia. Corso introduttivo, by Ernest R. Hilgard, Ernest R. Hilgard, Richard C. Atkinson, Richard C. Atkinson - 1989 - 720 pages
- Introduzione alla psicologia, by William W. Atkinson, Ernest R. Hilgard - 2006 - 806 pages
- Le teorie dell'apprendimento, by Ernest R. Hilgard, H. Bower Gordon - 1987 - 856 pages